# Vera (voornaam)
Vera is een voornaam.
De naam gaat oorspronkelijk terug op het Russische wera, dat "geloof, vertrouwen" betekent. Later werd de naam in verband gebracht met het Latijnse verus, dat "waar, oprecht" betekent.
De naam Vera werd ook gebruikt als verkorting van de naam Veronica.

## Bekende naamdraagsters
- Vera Bergkamp, Nederlands politica
- Vera Beths, Nederlandse violiste
- Vera Dua, Vlaamse politica
- Vera Keur, Nederlandse omroepvoorzitter
- Vera Koedooder, Nederlandse wielrenster
- Vera Lynn, Britse zangeres
- Vera Mann, Belgische actrice en zangeres
- Vera Menchik, Brits-Tsjechische schaakster
- Vera Rubin, Amerikaans astronome
- Vera Wang, Amerikaanse modeontwerpster
- Vera Zasoelitsj, Russische revolutionaire
- Vera Zvonarjova, Russische tennisspeelster

## Fictieve naamdraagsters
- Vera de Muis, een creatie van tekenares Marjolein Bastin
- Vera; or, The Nihilists, het eerste toneelstuk van Oscar Wilde
- Vera Stanhope, uit de Britse televisieserie Vera